# 反色情女性主義
反色情女性主義（英語：Anti-pornography Feminism/Feminist views of pornography），是反對色情的女性主義。反色情女性主義認為色情是父權與資本主義下的產物，有支配關係的強暴文化傷害女性主體。
1980年代，美國第二波女性主義反色情運動蓬勃發展，與當時同樣反色情的雷根福音派保守主義，在反色情議題上聯手。然而，反反色情的性積極女性主義隨即反擊。兩派女性主義者間的爭論，稱為"性戰爭"。

## 與保守主義的差別
反色情女性主義並不支持性道德，所定義的色情並非「非道德性行為」，並不反對一夜情或是裸露，而是一種透過性別與階級等權力關係支配的性，與保守主義反色情的理由與立場截然不同。

## 色情與情色
反色情女性主義對色情（英語：pornography）與情色（英語：erotica）定義截然不同：
色情是指「以暴力或污蔑的姿態來結合性與展現性器，並以讚許、寬恕或鼓勵這類行為的基調來呈現的一切事物。」
情色則是指「隱含或挑逗有關性的事物，但沒有性別歧視、種族歧視、年齡歧視、對障礙者的歧視、或對同志與跨性別有懼怕厭惡或獵奇的意涵，而且尊重所描繪的人類與動物。」
而反色情女性主義並不反對情色。

## 色情化與性化
反色情女性主義並不反對性化，但色情化不只是性化，還包含物化、客體化、獵奇化與歧視等問題，因此反色情女性主義才反對。

## 女性視角色情
有些人認為只要把色情當中的男女角色調換過來就是對抗父權，但在反色情女性主義的眼裡，這樣並沒有真正改變歧視、暴力等問題，因此沒有對抗父權。

## 對性解放的批判
性解放運動往往以對抗性道德與追求性自由作為運動的主軸，對於性別平等與反暴力相當忽視。因此反色情女性主義認為不平等的性自由只是一種性剝削，與性自主背道而馳。

## 對性交易的觀點
多數反色情女性主義者支持北歐模式(罰嫖、罰仲介、不罰娼)，認為性交易是父權資本主義下的性宰制，以貨幣制度包裝的性奴隸，實質上是一種強暴行為，強化男性特權與階級壓迫。

## 外部連結
- 勵馨基金會（页面存档备份，存于）
- 婦女救援基金會（页面存档备份，存于）
- 基進女性之聲（页面存档备份，存于）

1. 1 2 3  何, 春蕤; 甯, 應斌. . 巨流圖書有限公司. 2008. ISBN 9860144923.